# 신안동 (천안시)
신안동(新安洞)은 충청남도 천안시 동남구의 행정동이다. 법정동인 신부동과 안서동을 관할하고 있으며, 행정동인 '신안동'이라는 이름이 이 두 동에서 유래했다.

## 행정동 연혁
- 930년 : 천안도독부 설치 지역
- 1914년 : 천안군 영성면 신부리, 안서리
- 1963년 1월 1일 : 천안읍과 환성면이 천안시로 승격
- 1970년 7월 1일 : 천안시 신안출장소
- 1975년 1월 1일 : 신안동사무소
- 1996년 11월 1일 : 행정구역 축소 (유량동을 원성1동에 편입)

## 관할 법정동

### 신부동(新富洞)

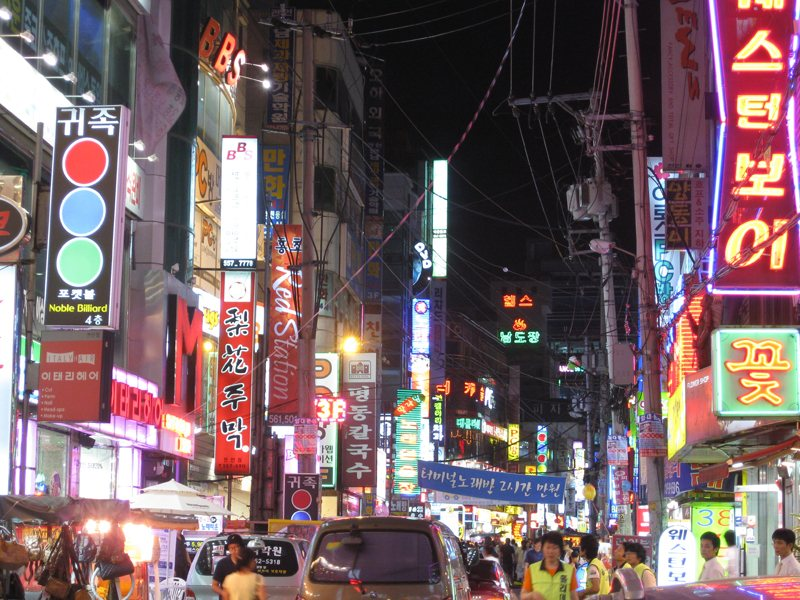
신부동 번화가 먹자골목의 사진(2008년)

1914년 행정구역 통폐합 당시 원래 천안군 북일면 지역의 신대(新垈), 역리(驛里)를 합하여 신부리(新富里)가 되어 1963년 천안시 승격과 함께 동으로 전환되어 오늘날의 신부동으로 이어지고 있다.
천안 나들목이 이곳에 위치하여 시외 지역으로 출입하기 편리하며, 천안종합터미널과 인근에 위치한 두정역, 천안역 덕분에 대중교통을 이용하는 것도 편리하다. 또한 천안터미널, 신세계백화점을 중심으로 하여 상업지구가 형성된 곳으로 천안시내에서 유동인구가 가장 많은 최대의 번화가가 자리잡고 있다. 1995년부터 터미널 뒤편에 많은 아파트들이 지어져 주거단지를 형성하고 있으며 신부주공 2단지와 역말오거리.두정역 인근 지역에 재개발이 진행 중이다.

### 안서동(安棲洞)

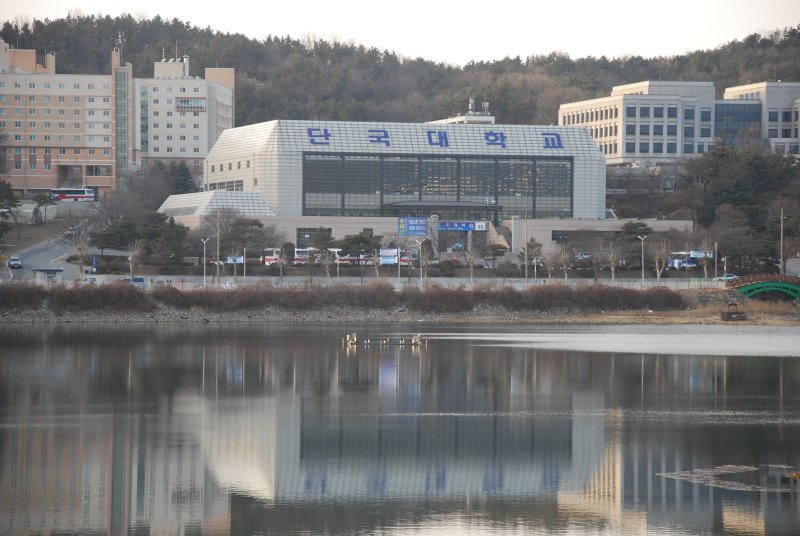
안서동의 중앙에 위치한 천호지(안서호, 단대호수)

엄리 또는 암리가 주된 부락으로 엄리(嚴里), 암리(岩里)가 원음이다. 지금도 신천부락의 윗쪽에는 안서골(安棲谷, 일명 안소골이라고도 함)이 있지만 이것에 연유되어 안서동이라고 하였다고 전해진다. 충청남도와 경기도의 경계에 있어 성거, 입장, 안성으로 이르는 도로변에 발달하였고 대개의 부락이 동쪽의 높은산을 등지고 서향하였으며 산촌(山村)지역이다. 산간의 계곡을 따라 부락이 발달되었고 상암(上岩, 윗말) 중암(中岩, 중말) 하암(下岩, 아랫말) 신천(新川) 수월(水越, 무너미) 등으로 나뉘어 있다.
본래 천안군의 북일면에 속하였던 지역으로 1914년 행정구역 변경에 따라 안서리로 되면서 1931년 천안군 환성면에 예속되었다가 1963년 천안시가 승격되면서 안서동이 되었다. 안서천에 연결되는 천안천을 중심으로 천호지(안서호 또는 단대호수라고도 불린다.)의 양쪽에 발단된 지역으로 5개의 대학(단국대학교, 상명대학교, 백석대학교, 백석문화대학교, 호서대학교가 위치하고 있는 곳이며 상급종합병원인 단국대학교병원과 중부권 유일의 단국대학교치과대학병원도 위치해있다.

## 교육

### 초등학교
- 천안신부초등학교 (신부동)
- 천안신안초등학교 (신부동)
- 천안안서초등학교 (안서동)

### 고등학교
- 북일고등학교 (신부동)
- 북일여자고등학교 (신부동)

### 대학
- 단국대학교
- 상명대학교
- 백석대학교
- 백석문화대학교
- 호서대학교

## 아파트
| 단지명               | 건설사                  | 시행사                                     | 주소                                  | 입주        | 비고                  |
| -------------------- | ----------------------- | ------------------------------------------ | ------------------------------------- | ----------- | --------------------- |
| 신부우방             | ㈜우방                  | ㈜우방                                     |                                       | 1995년 11월 |                       |
| 신부경남             | 대아건설㈜              | 신부주공1단지 재건축조합                   |                                       | 2000년 3월  | 신부주공 1단지 재건축 |
| 신부 디 이스트       | 동문건설㈜              | 신부주공2단지아파트 주택재건축정비사업조합 | 신부8길 21 (1단지) 신원2길 61 (2단지) | 2018년 5월  | 신부주공 2단지 재건축 |
| 힐스테이트 신부      | 현대엔지니어링          | 천안시신부동지역주택조합                   | 동남구 북일로 70                      | 2017년 8월  |                       |
| 대림한내             | 대림산업                | 고려개발㈜                                 |                                       | 1995년 10월 |                       |
| 대림한들             | 대림산업                | 대림산업                                   |                                       | 1995년 10월 |                       |
| 대림한숲             | 대림산업                |                                            |                                       | 1995년 10월 |                       |
| e편한세상 안서 1단지 | 대림산업                | 오렌지건설㈜                               | 동남구 성불사길 41                    | 2005년 8월  |                       |
| 부경파크빌 2차       | ㈜부경                  | 한국토지신탁                               | 동남구 성불사길 36                    | 2004년 7월  |                       |
| 포레나 천안신부      | 한화㈜ 건설부문         | 경도이앤씨㈜                               | 동남구 천안대로 888                   | 2023년 12월 |                       |
| 천안신부 휴먼시아    | 우정건설㈜ ㈜도원이엔씨 | 대한주택공사                               | 동남구 천안천8길 45                   | 2009년 9월  |                       |

## 교통
- 천안종합터미널
- 경부고속도로 천안 나들목
- 수도권 전철 1호선 두정역